# Joe Strummer
John Graham Mellor (Ankara, Turquia, 21 d'agost de 1952 – Somerset, Anglaterra, 22 de desembre del 2002) més conegut com a Joe Strummer, va ser el cofundador, compositor, cantant i guitarrista de la banda punk britànica The Clash, i després de The Mescaleros.

## Biografia i carrera

### Infància i adolescència: 1952-1976
Joe Strummer va néixer amb el nom de John Mellor a Ankara, Turquia, el 21 d'agost de 1952. La seva mare, nascuda a Escòcia, era infermera; el seu pare, nascut a Lucknow, Índia, era un diplomàtic del servei consular. La família viatjava sovint, de manera que Strummer va viure la seva infància en diverses ciutats, incloent-hi El Caire, Ciutat de Mèxic i Bonn. Als nou anys d'edat, va començar a assistir a l'escola City of London Freemen's School a Surrey, juntament amb el seu germà David. Durant aquells anys, va veure els seus pares en poques ocasions.
De jove, va començar a interessar-se per la música, especialment pel rock, escoltant The Beatles, The Beach Boys i el cantant folklòric Woody Guthrie, a qui després dedicaria el seu nom artístic temporal Woody Mellor. Com a home esquerre de naixement, va aprendre a tocar la guitarra amb la mà dreta, fet que va influir en la seva tècnica particular. Tot i no haver tingut mai una relació molt estreta amb el seu germà David, el suïcidi d’aquest va provocar en Strummer un canvi profund en la seva manera de veure la vida.
Després de finalitzar els estudis, Joe es va traslladar a Londres per estudiar a l'Escola d'Art, Arquitectura i Disseny de la Ciutat, ja que tenia la intenció de convertir-se en caricaturista. Durant aquests anys va compartir pis al barri de Palmers Green amb Tymon Dogg, qui més endavant col·laboraria amb ell en els seus projectes musicals.
El 1973, Strummer es va traslladar a Newport, Gal·les, per estudiar al Newport College of Art, però aviat va abandonar el projecte d'estudis. Durant la seva estada allà, va formar amb uns amics la banda The Vultures, on tenia el rol de cantant i segon guitarrista. Al mateix temps treballava com a sepulturero per cobrir les seves despeses. El 1974, la banda es va dissoldre i Strummer va tornar a Londres, on es va tornar a reunir amb Tymon Dogg.
Des d'aleshores, ambdós van començar a actuar com a músics ambulants fins que, juntament amb els seus companys de pis, van formar la banda The 101'ers, anomenada així per la direcció on vivien (Walterton Road 101, a Maida Hill). El grup va començar a tocar versions de cançons populars de blues americanes en diferents pubs de Londres.
El 1975, Mellor va escollir el nom artístic "Joe Strummer" per substituir el que utilitzava fins aleshores, "Woody" Mellor, i va insistir que els seus companys el cridessin així. El nom "Strummer" ("rasguejador" en anglès) semblava fer referència al seu rol com a guitarrista rítmic, d’una manera despectiva. Strummer va començar a escriure temes originals per a The 101'ers, sent el primer d'aquests inspirat en la seva nòvia de llavors, la baterista Palmolive del grup The Slits. La resta dels membres del grup va agradar la cançó, titulada "Keys to Your Heart", i la van escollir per ser el primer senzill del grup.

## The Clash: 1976–1986
El 3 d'abril de 1976, The 101'ers van actuar a Londres, i va ser en aquell concert que Strummer va ser convidat a formar part de la banda The Clash. El grup es va formar amb Mick Jones, Paul Simonon, Keith Levene, Terry Chimes i, finalment, Strummer. Van fer el seu debut el 4 de juliol de 1976, telonejant als Sex Pistols.
The Clash es va convertir en una de les bandes més influents de la primera onada del punk. Les seves lletres tractaven temes socials i polítics com la desigualtat social, el racisme, la brutalitat policial i el militarisme. The Clash va ser una de les bandes més polititzades del seu temps i va ser reconeguda per la revista Rolling Stone per l'àlbum London Calling, considerat un dels millors àlbums dels anys '80.
El grup va afrontar diversos problemes interns a la dècada de 1980, amb la separació de Mick Jones i Topper Headon. Malgrat aquests conflictes, Strummer va mantenir el grup actiu fins a la seva dissolució el 1986.

## La vida després de The Clash: 1986–2002
Després de la dissolució de The Clash, Strummer va iniciar diversos projectes musicals. Va compondre música per a pel·lícules com Sid and Nancy (1986) i va col·laborar amb Mick Jones en el projecte Big Audio Dynamite (1985). A més, va participar en pel·lícules com Walker (1987) i Straight to Hell (1987), ambdós dirigits per Alex Cox.
El 1989, Strummer va formar la banda The Latino Rockabilly War i va publicar l'àlbum Earthquake Weather. El 1993, va substituir temporalment a Shane MacGowan com a cantant de The Pogues per una gira. A finals dels anys 90, Strummer va formar la banda The Mescaleros i va signar amb Mercury Records, llançant el seu primer àlbum Rock Art and the X-Ray Style (1999) i el segon àlbum Global A Go-Go (2001).
El 5 de novembre de 2002, Strummer va oferir un concert en benefici dels bombers de Londres, on va tornar a compartir escenari amb Mick Jones, el que va ser la seva última actuació junts.

## Mort
Strummer va morir el 22 de desembre de 2002, a l'edat de 50 anys, d'un atac al cor provocat per una malaltia cardíaca congènita no diagnosticada. Va ser cremado i les seves cendres van ser entregades a la seva família.

## Llegat
Després de la seva mort, Strummer va ser homenatjat per músics com Elvis Costello, Bruce Springsteen i Dave Grohl, qui van interpretar London Calling en els Premis Grammy de 2003. A més, The Clash va ser inclòs al Saló de la Fama del Rock and Roll el 2003.
Strummer també va ser conegut per la seva dedicació als seus seguidors i la seva implicació en diverses causes socials i polítiques. Va ser un defensor de la campanya Rock Contra el Racisme i va col·laborar amb l'organització Future Forests per combatre el canvi climàtic mitjançant la plantació d'arbres.

## Discografia
The Clash
- 1977 - The Clash
- 1978 - Give 'Em Enough Rope
- 1979 - London Calling
- 1980 - Sandinista!
- 1982 - Combat Rock
- 1985 - Cut the Crap
- 1999 - From Here to Eternity: Live (en viu)
- 2008 - Live at Shea Stadium (en viu)

The 101'ers
- 1981 - Elgin Avenue Breakdown (recopilatori)

Solo
- 1986 - Sid and Nancy Soundtrack (banda sonora)
- 1987 - Walker (banda sonora)
- 1987 - Straight to Hell Original Soundtrack (banda sonora)
- 1993 - When Pigs Fly Soundtrack (banda sonora)
- 1998 - Chef Aid: The South Park Album
- 1999 - Michael Hutchence (album)
- 2000 - Free the West Memphis 3
- 2002 - Jools Holland's Big Band Rhythm & Blues (aparició especial)
- 2003 - Unearthed (aparició especial)
- 2004 - Black Magic (aparició especial)

The Latino Rockabilly War
- 1988 - Permanent Record Original Soundtrack (banda sonora)
- 1989 - Earthquake Weather

The Mescaleros
- 1999 - Rock Art and the X-Ray Style
- 2001 - Global a Go-Go
- 2003 - Streetcore
- 2012 - Joe Strummer & The Mescaleros: The Hellcat Years
- 2012 - Live at Acton Town Hall

## Filmografia principal
Strummer també ha fet incursions al món del cinema; les principals són:
| Any  | Títol                     | Rol          | Dirigida per                  |
| 1983 | The King of Comedy        | Street Scum  | Martin Scorsese               |
| 1987 | Walker                    | Faucet       | Alex Cox                      |
| 1987 | Straight to Hell          | Simms        | Alex Cox                      |
| 1988 | Candy Mountain            | Mario        | Robert Frank i Rudy Wurlitzer |
| 1989 | Mystery Train             | Johnny/Elvis | Jim Jarmusch                  |
| 1990 | I Hired a Contract Killer | ell mateix   | Aki Kaurismäki                |
| 1997 | Docteur Chance            | Vince Taylor | F.J. Ossang                   |